# Pegomya ceratostylata
Pegomya ceratostylata este o specie de muște din genul Pegomya, familia Anthomyiidae, descrisă de Masayoshi Suwa în anul 1997. Conform Catalogue of Life specia Pegomya ceratostylata nu are subspecii cunoscute.